# Mikrotom
En Mikrotom (fra græsk μικρός, mikros ”lille” og τέμνειν, temnein ”skære”) er et skæreapparat hvormed man kan fremstille meget tynde snit til mikroskopi-præparater. Disse præparater kan monteres på glasplader, objektglas, og gennemlyses i mikroskopet. Præparaterne kan f.eks. fremstilles af biologisk materiale. Mikrotomen finder typisk anvendelse på bløde materialer, f.eks. inden for medicinen og biologien og til analyser af kunststoffer. Biologisk materiler bliver normalt fikseret før det skæres, dvs. hærdes ved en kemisk proces. Prøven kan derpå indlejres i en flydende substans som smeltet paraffin eller epoxy, som man derpå lader størkne til en fast blok. Der findes flere typer af mikrotomer. Tykkelsen af et snit lavet på mikrotom er tyndere end et menneskehår, typisk mellem 10 og 100 µm.
En alternativ teknik til fremstilling af tynde mikroskopiske præparater er tyndslib, der kan anvendes til metalliske prøver, bjergarter og mineraler, knogler og tænder. Desuden kan anvendes elektropolitur og iontynding.

## Historie
For at forstå opbygningen af et objekt, må man også undersøge objektets indre dele. I begyndelsen af lysmikroskopien fremstillede man til dette formål tynde præparatsnit med en barberkniv af planter og dyr. For at få et tydeligt billede er særdeles tynde (mellem 10 og 100 µm) og regelmæssige snit nødvendige; snit der let kan gennemlyses i mikroskopet.
Apparater til fremstilling af snit blev frem til 1839 betegnet som skæreapparater (cutting engines); derefter introducerede Jacques Louis Vincent (1770–1841) und Charles Louis Chevalier (1804–1859) betegnelsen ”mikrotom”.
Det antageligt første apparat til fremstilling af mikroskopisnit blev opfundet omkring 1770 af George Adams, jr. (1750–1795) og videreudviklet af Alexander Cumming.
Det var et håndholdt apparat, hvor prøven anbragtes og fastholdtes i en cylinder. Snittykkelsen kunne indstilles ved at dreje en skrue.
I 1835 ombyggede Andrew Pritchard et skæreapparat til en bordmodel, idet han fastgjorde det med en skrue til et bord, således at kniven nu kunne betjenes med begge hænder.
Den første slædemikrotom blev opfundet vistnok i 1798 af
George Adams.
Udviklingen af rotationsmikroskopet fandt derimod først sted langt senere, mellem 1883 og 1886.
For at kunne fremstille tynde snit udvikledes andre hjælpemidler, som den af Gabriel Gustav Valentin konstruerede dobbeltklingekniv med indstillelig klingeafstand.
På grund af den i begyndelsen utilstrækkelige fikseringsteknik og problemer med den mekaniske stabilitet og opskærpning af klingerne, førte denne dobbeltkniv ikke til de ønskede resultater i frihåndsteknikken.
Ofte angives i litteraturen som opfinder af mikrotomen anatomen Wilhelm His i (1865).
I hans ”Beskrivelse af en mikrotom” fra 1870 skriver His: ”Apparatet har tilladt mig en præcision ved arbejdet, der ikke har været mulig ved fremføringen af en håndholdt kniv. Det har gjort det muligt at fremstille sammenhængende snitserier af de undersøgte objekter.” Samtidig angiver han dog i litteraturlisten et antal tidligere konstruktioner og at hans apparat er en videreudvikling af en ”tværsnitter” fremstillet af hr. professor Hensen. Grunden til at han angives som opfinder kan være, at Wilhelm His ved sit arbejde bidrog til en bred accept af appratet.
Andre kilder beskriver, at mikrotomen, et apparat til skæring af tynde stykker væv, blev opfundet af den tjekkiske fysiolog Jan Evangelista Purkyně. Flere gange angives ofte (uden årstal), at Purkinje var den første, der benyttede en mikrotom. Uklarheden hvad angår opfindelsen af mikrotomen kunne skyldes, at de første apparater betegnedes som ”skæremaskiner” (cutting engines) i stedet for som mikrotomer eller at udviklen var sket uden kendskab til de første apprater.
Sammen med mikrotomen videreudvikledes også præarationsteknikken, der består i fiksering af præparatet, indlejring af præparatet og farvningen af snittene. Selektiv farvning af dele af snittene førte dog kun til for alvor brugbare resultater, så længe snittykkelsen kunne holdes konstant. Derved forhindrede man, at forskelle i snittykkelsen medførte større ændringer i farven end prøvens strukturer. Fremstillingen af meget tynde og frem for alt lige tykke snit med en mikrotom havde sammen med selektive farvninger af strukturer eller molekyler øget synligheden af mikroskopiske detaljer med mindst en faktor 10 ved slutningen af det 19. århundrede.
I 1870'erne udviklede Richard Thoma (Mediciner) et apparat til fremstilling af spindelvævstynde histologiske paraffinsnit til mikroskopisk bedømmelse. Denne slædemikrotom blev fremstillet i serieproduktion af Rudolf Jung i Heidelberg fra 1881 og var i brug over hele verden indtil midten af det 20. århundrede under betegnelsen Thoma-mikrotomen. Andre fremstillere af mikrotomer var firmaerne C. Reichert, Wien og E. Leitz, Wetzlar, der i dag alle indgår i Leica Microsystems GmbH, Wetzlar.
En udførlig behandling af mikrotomens historie findes i oversigtsartiklen skrevet af Gilbert Morgan Smith. Deri findes ligeledes talrige historiske afbildninger af tidlige apparater. Byggende på denne artikel har Krause skrevet en artikel, der koncentrere sig om den europæiske del af mikrotomens historie.

## Mekaniske mikrotomer
De fleste mikrotomer består af en knivblok med uskiftelig kniv, en præparatholder med prøven og en ”fremskubningsmekanisme”. Afhængigt af apparattypen bliver enten prøven eller kniven bevæget, så kniven trykkes igennem prøven og ved kilevirkningen skærer en spindelvævstynd skive af prøven. Efter hvert snit sørger fremskubningsmekanismen for, at prøven automatisk skydes et lille stykke frem, så der i næste cyklus skæres et stnit af samme tykkelse som det foregående. Snittykkelsen kan indstilles nøjagtigt på en justeringsmekanisme.
Afhængigt af opbygningen skelner man mellem forskellige typer af apparater. De vigtigste beskrives i det følgende. De angivne snittykkelser er kun orienterende. Den meningsfulde snittykkelse afhænger af prøvematerialet, formålet med undersøgelsen og forbehandlingen (fiksering, indlejring, histologisk teknik).

### Slædemikrotomer
Med slædemikrotomen er prøvematerielet som regel faststående, sat fast på en blokholder, mens kniven bevæger sig frem og tilbage på en som regel svær ”slæde”. Slæden kører nu om dage på en række ruller. Kniven kan på flere apparater skråtstilles. Denne vinkel benævnes deklinationen. Denne orientering reducerer trykket ved skæringen i forhold til en tværstillet kniv. Typiske anvendelsesområder er stpre, bløde prøver, f.eks. biologiske præparater indlejret i paraffin. Den typiske snittykkelse er fra 1 til 60 µm (evt. til 300 µm).
Alternativt finder man til tider en variant af slædemikrotomen i anvendelse, der benævnes en ”Grundslædemikrotom”. Her er kniven anbragt fastsiddende og prøven trækkes frem og tilbage på en slæde under kniven.

### Rotationsmikrotom
Denne type instrumenter betegnes også minotmirkotomer. De drives ved en drejebevægelse, der dog forandres til en lige bevægelse, således at den egentlige skærebevægelse sker som en enkel til- og fragående bevægelse. Ved rotationsmikrotomen er kniven typisk horisontal og fastsiddende.
 I den nederste skitse er princippet for skæremetoden forklaret. Under den tilbagegående bevægelse af prøveholderen bliver kniven trykket gennem prøven (position 1 til position 2). Det tynde snit ligger derpå på kniven. Efter udført snitning bliver prøveholderen trukket lidt tilbage, hvorved undgås at prøven under den følgende fremadgående bevægelse slæbes hen over kniven. På det højeste punkt i bevægelsen følger indstillingen af prøveholderen, der skydes så langt frem, at der i næste arbejdsgang skæres et snit af samme tykkelse. Snittene kan enten fjernes et for et, eller man venter, til der er dannet et bånd af samhørende snit.
Svinghjulet kan ved flere mikrotomer drejes med hånden. Svinghjulet har den fordel, at der dannes et rent snit, da den forholdsvis store masse af svinghjulet begænser tendensen til varierende fremføringshastighed på grund af varierende hårdhed af prøven. Det roterende svinghjul er i nogle nyere modeller integreret i kassen. Den typiske snittykkelse ligger mellem
1 til 60 µm (eventuelt op til 300 µm). Ved hårde materialer, f.eks. prøver indlejret i kunstharpiks, kan gode maskiner præstere snittykkelser på ned til 0,5 µm.

#### Frysemikrotom
For at skære snit af frosne prøver kan mange rotationsmikrotomer ved at blive forsynet med et kammer, der nedkøles med flydende kvælstof (prøven befinder sig under snitningen så at sige i en åben kummefryser) omdannes til en fryse- eller kryomikrotom. Den lave temperatur øger hårdheden i prøven og gør det dermed muligt at skære tynde snit. Dette gælder især for apparater, beregnet til ultramikrotomi og for halvtynde snit. Ved fremstillingen af snittene må såvel prøvens som mikrotomens temperatur styres og tilpasses prøvens art og den ønskede snittykkelse.
Derudover findes inden for histoteknikken særlige kryostater egnet til hurtig fremstilling af snit, og hvor hele mikrotomen befinder sig i kølekammeret. Alle trinene i fremstillingen af snittene, fra lynfrysning over snitning til montering på objektglas finder sted i apparatet.

#### Ultramikrotom
En ultramikrotom tjener til fremstillingen af ekstremt tynde snit og fungerer i princippet som en normal rotationsmikrotom, idet fremføringsmekanikken dog er konstrueret til de meget tynde snit, der tilstræbes. I stedet for en mekanisk fremføringsanordning kan her anvendes en nøje kontrolleret længdeudvidelse gennem opvarmning af præparatholderen. Sådanne ekstremt tynde snit benyttes især inden for transmissionselektroskopiern, sjældnere også inden for lysmikroskopien. Typisk ligger snittykkelsen mellem 10 og 500 nm. På grund af den ringe tykkelse, er det svært at løfte snittene væk fra kniven. Derfor lader man ofte snittene flyde væk på en væskeoverflade, f.eks. vand. Tykkelsen og regelmæssigheden af snittene kan vurderes ud fra interferensfarver.

### Vibratom
Ved vibratomer fremkommer skærevirkningen fra en vibrerende klinge, f.eks. fra en barberkniv. Snittene fremkommer mindre ved knivens tryk gennem blokken end ved knivens sideværts bevægelse. Vibratomer bruges navnlig til snit af ubehandlet biologisk materiale. På grund af den ringe mekaniske belastning af prøven, er det ikke nødvendigt at indlejre materialet først. Dog er kvaliteten af snittene ofte tydeligt dårligere end ved de tidligere omtalte mikrotomtyper. Snittykkelsen er over 30 µm.

### Savmikrotom
Savmikrotomen er særligt egnet til meget hårde materialer såsom knogler og tænder. I mikrotomer af denne type roterer en diamantbesat rundsav og sliber sig gennem præparatet i en nærmere indstillet afstand. Den mindste snittykkelse ligger over 30 µm og tillader altså kun ret grove snit.

### Laser-Mikrotom
Lasermikrotomen er et
instrument, der kan skære tynde snit uden at berøre prøven. Instrumentet egner sig ud over de andre anvendelser for mikrotomer særligt til at snitte biologiske vævsprøver (f.eks. lever, nyre, hud) i ikke-præpareret tilstand. En forberedende behandling af prøven ved indlejring, frysning eller fiksering er altså ikke nødvendig. Derved kan man i høj grad undgå dannelsen ad artefakter. Samtidig kan hårde materialer som f.eks. knogler og tænder og sågar keramik snittes. Afhængigt af prøvens egenskaber kan der fremstilles snit fra 10 til 100 µm.
I modsætning til mekanisk arbejdende mikrotomen fungerer her en laser med en ultrakort puls som skæreværktøj. Laseren udsender stråling nær det infrarøde område. Ved disse bølgelængder kan laseren gennemskære biologisk væv og andre materialer i en bestemt dybde uden synlig beskadigelse. Ved fokusering dannes i et punkt inde i prøven en strålingsintensitet over 1 Terawatt/cm². De derved opståede ikke-lineære vekselvirkninger fører til et såkaldt optisk gennembrud, der inducerer en spalter lokalt i materialet. Dette kaldes photodisruption. Ved brug af meget korte impulser på få femtosekunder (1 fs = 10−15 s) afsættes kun en lille energimængde i størrelsesordenen få nanojoule i prøven. Det område, der påvirkes, kan komme ned på under 1 mikrometer. Uden for dette områder findes ingen varmeskader.
Laserstrålen afbøjes af et hurtigt skanner-spejl, samtidigt med at en prøvebevægelsesenhed bevæger prøven frem og tilbage i tre dimensioner. I forbindelse med en hurtig gentagelsesrate muliggøres en behandling af store flader på kort tid.
Ved siden af laserskanneren kender man også til laser-mikrodissektion, der kan udskære områder inde i en vævsprøve, et celleudstrygningspræpaparat eller f.eks. til sortereing af små dele.

## Mikrotomknive
Arten af den anvendte mikrotomkniv bestemmes såvel af materialet, der skal snittes og prøvens forberedende præparation som af formålet med undersøgelsen (og dermed den ønskede snittykkelse).

### Knivtyper og slibninger
Man har traditionelt anvendt relativt kraftige stålknive eller knive af hårdtmetal, knive med en kraftig ryg. Slibningerne betegnes gerne med bogstaverne A, B, C og D. Mikrotomknive med slibning af typerne A eller B bliver ved den plankonkave slibning særdeles skarpe, men de er også ganske ømfindtlige og egner sig egentlig kun til blødere prøver indlejret i paraffin eller et opskummet indlejringsmateriale. Slibningstype Bs kileform er betydeligt mere stabil og kan dermed også anvendes på hårdere prøver, der er indlejret i kunstharpiks eller frosset. Ved knive med slibningstype D er kun den ene side af kniven slebet. Vinklen på skæret på 45° øger stabiliteten yderligere. Til gengæld er kniven knapt så skarp. Denne slibning anvendes kun til hårdere materialer.
I stedet for disse klassiske knive anvendes til tider engangsknive af økonomiske årsager. Disse er til tider ikke helt så skarpe som de klassiske knive, men er til gengæld tyndere og dermed mere fleksible. Dette kan ved skæring i hårde prøver medføre svingninger af kniven og dermed blive årsag til snit med varierende tykkelse. Denne type knive anvendes fortrinsvis til blødere præparater.
I ultramikrotomer anvender man knive af glas eller diamant. Disse knive danner snit med meget mindre bredde end stålknive, sjældent mere end få mm. Glasknive bliver fremstillet umiddelbart før anvendelsen ved at brække et stykke af få mm tykke glasstave. Herved dannes på smalsiden af det trekantformede glas en yderst glat og skarp kant. Glasknive anvendes typisk til forskæringen af præparatet (trimning). De kan f.eks. fastgøres med tape i et lille trug, der fyldes med vand. Som ved en diamantkniv kan snittene flyde på vandoverfladen.
Knivens skarphed og hårdhed er afgørende for et godt resultat. Sløve stålknive slibes op med en særlig slibepasta, der indeholder diamantstøv. Dette gøres i særlige slibeapparater. Slibning i hånden med sliberem og -pinde er også muligt, men det forudsætter megen erfaring.

### Skærevinkel: deklination og inklination
Ved deklinationen forstås vinklen mellem knivens æg, og retningen kniven bevæger sig i. På mange mikrotomer kan den indstilles mellem 90° og 160°. Hvis kniven er tværstillet, dvs. deklinationen er 90°, så følger snittet idet kniven trykkes gennem materialet. Den kraft, der virker på kniven, bliver da tydeligt større, end når kniven er skråtstillet (deklination mellem 120° og 160 ). I det sidstnævnte tilfælde lettes arbejdet af en bevægelse relativt parallel med knivens bevægelse. Denne indstilling anvendes især ved store og hårde materialer. Fordelen ved en tværstillet kniv er, at der kan dannes bånd af snit, der følger hinanden.
Ved inklinationen forstås knivens hældning i forhold til præparatets plan. Denne vinkel skal indstilles omhyggeligt for at få det optimale resultat. Vinklen afhænger af knivens nøjagtige geometri, af prøven, af snithastigheden og af mange andre parametre. Typisk er inklinationer ved hvilke der opstår en lille frivinkel på få grader mellem kniven og præparatets plan.
Hvis denne vinkel er for lille (flad), så skærer kniven uregelmæssigt, eller kniven kan berøre den friske snitflade, så denne udtværes.
Vælges vinklen for stejl, så ”ryster” kniven over prøvens overflade, og der opstår periodiske tykkelsesvariationer af snittene. Ved endnu stejlere vinkler er belastningen af knivens æg ekstremt stor, og brud kan forekomme.

## For- og efterbehandling af prøven
Biologiske og andre bløde materialer krøver en udvendig forbehandling for at fastgøre dem og gøre dem tjenlige til snitning. Disse metoder, der omfatter fiksering og indlejring indgår i histoteknikken. Til indlejring bliver objektet som regel fuldkommen gennemtrængt af en væske, der derpå bringes til at stivne. På denne måde opnår præparatet gennemgående en ensartet fasthed. Typiske indlejringsmedier er paraffin, polyethylenglycol, celloidin, gelatine, agar, og kunstharpikser.
Ved mange undersøgelser fastgøres prøven ved fastfrysning, f.eks. hvis en egentlig indlejring ville forandre prøven eller forhindre en farvning. Vandholdige prøver må chokafkøles med en hastighed på mindst 10.000 K/s, således at vandet fryser i amorf tilstand. I modsat fald dannes iskrystaller, der medfører fryseskader i prøven. Snittene bliver derpå fremstillet på frysemikrotomen ved -20 °C.
Efter snitningen må snittet overføres til en bærer for at kunne blive viderebehandlet, f.eks. ved histokemiske eller histoimmunologiske farvninger. Ved lysmikroskopiske præparater benyttes objektglas. Større paraffinsnit lader man først flyde på en vandoverflade med en temperatur på 45 °C, så overfladespændingen glatter dem ud. Dernæst føres et objektglas skråt under snittet og løftes forsigtigt op. Snittet hænger ved glasset og trækkes således op. Det samme princip anvendes ved ultratynde snit til elektronmikroskopi, da disse er for tynde og ustabile til umiddelbart at kunne flyttes. Her er væsketruget anbragt direkte ved kniven. Snittene danner et snitbånd (se ultramikrotom ovenfor) og fiskes derpå op med et fint metalnet (engelsk: grid).

## Anvendelse
Inden for histologien (vævslæren) er frembringelsen af snit en grundlæggende forudsætning for undersøgelsen af vævskarakteristika. Specielle frysemikrotomer (kryostater) anvendes bl.a. inden til hurtigsnit-diagnostik, således at man under en operation kan få klarhed over, om en svulsts natur og om man har fået fjernet alt sygt væv. På grundlag af resultaterne besluttes operationens videre forløb.
Derudover anvendes mikrotomer til undersøgelser af materialer. Her kan f.eks. lysmikroskopiske eller spektroskopiske undersøgelser af lagsystemer (specielt lysmikroskopisk transmissions-infrarød spektroskopi) eller polarisationsmikroskopiske undersøgelser af sfærolitter fremhæves. Ved transmissions-elektronmikroskopien er meget tynde snit nødvendige, for at materialerne kan gennemtrænges af elektroner.
I oftalmologien (læren om øjets sygdomme) anvender man inden for den refraktive kirurgi såkaldte mikrokeratomer, en slags hornhindehøvl, eller femtosekundlasere, for at få en ca. 150 µm hornhindelap skåret af og derved få de derunderliggende hornhindelag blotlagt med henblik på en excimerlaseroperation. Dette apparat bliver ofte betegnet som en mikrotom.

## Internethenvisninger
- Snitning med en mikrotom.
- Video om snitning med mikrotom.